# Municipio de Wilson (Dakota del Norte)
El municipio de Wilson (en inglés: Wilson Township) es un municipio ubicado en el condado de Burleigh en el estado estadounidense de Dakota del Norte. En el año 2010 tenía una población de 40 habitantes y una densidad poblacional de 0,45 personas por km².

## Geografía
El municipio de Wilson se encuentra ubicado en las coordenadas 47°16′37″N 100°41′42″O / 47.27694, -100.69500. Según la Oficina del Censo de los Estados Unidos, el municipio tiene una superficie total de 89.34 km², de la cual 87,21 km² corresponden a tierra firme y (2,38 %) 2,12 km² es agua.

## Demografía
Según el censo de 2010, había 40 personas residiendo en el municipio de Wilson. La densidad de población era de 0,45 hab./km². De los 40 habitantes, el municipio de Wilson estaba compuesto por el 100 % blancos. Del total de la población el 0 % eran hispanos o latinos de cualquier raza.